# 하얌 우룩
하얌 우룩(인도네시아어: Hayam Wuruk, 산스크리트어: हयम् वुरुक्, 카위어:ꦲꦪꦩ꧀ꦮꦸꦫꦸꦏ꧀}}, 1334–1389), 혹은 라자사나가라(Rajasanagara), 바타라 프라부(Bhatara Prabhu, 1350년 이후), 그것의 음차인 파타나파나우(八達那巴那務, Pa-ta-na-pa-na-wu)는 자바의 라자사 왕조(Rajasa dynasty) 출신의 마자파힛 제국(Kemaharajaan Majapahit)의 제4대 왕이다. 보르네오섬 북부와 서부의 브루나이, 보르네오섬 남부의 반자르마신, 술라웨시섬 남부의 마카사르, 말루쿠 제도와 술라웨시섬, 파푸아뉴기니의 서부를 지배한 트르나테섬의 트르나테를 정복하고 동티모르를 비롯한 티모르섬과 근처 섬들을 개척하였으며 남쪽으로 해삼을 얻기 위해 오스트레일리아 북부를 탐험하게 하는 등 인도네시아 전역을 통일한 업적을 남겼다. 재상 가자 마다(Gajah Mada)와 함께 마자파힛 제국의 최전성기 황제였다. 통치기 동안 힌두 서사시인 라마야나(Ramayana)와 마하바라타(Mahabharata)는 와양 쿨릿(wayang kulit, 가죽 꼭두각시극)을 통하여 자바인들의 문화와 세계관에 깊이 뿌리 박았다.(leather puppets). 3대 왕인 트리부와나 위자야퉁가데위(Tribhuwana Wijayatunggadewi)에 뒤를 이어 재위하였고, 사위 위크라마와르다나(Wikramawardhana)가 다음 왕이 되었다.
하얌 우룩의 생애에 관한 내용 대부분은 그에 대한 찬사 나가라크레타가마(Nagarakretagama)와 자바의 편년체 사서 파라라톤(Pararaton, 왕들의 책)에서 나온 것이다.

## 어린 시절
나가라크레타가마, 장편시(Canto) 1, 스탠자(Stanza) 4,5에서, 하얌 우룩은 샤카 연도(Shaka era)로 1256년, 즉 서기 1334년에 태어났다. 같은 해에 자바에 있는 켈루트산(Mount Kelud)이 분출하였다. 나가라크레타가마의 저자 음푸 프라판카(Mpu Prapanca)는 이것이 '바타라 기리나타(Batara Girinata)' 즉 자바에서 말하는 힌두교의 시바 마하데와(Shiva Mahadewa) 신이 이 땅에 자바왕으로 재림한 신의 계시라고 주장하였다.
하얌 우룩의 이름은 '학자 수탉(scholar rooster)'이라는 뜻이다. 그는 여왕 트리부와나 위자야퉁가데위(Tribhuwana Wijayatunggadewi)와 왕자 케르타와르다나(Kertawardhana 혹은 카크라다라Cakradhara)의 유일한 아들이다. 모친은 마자파히트의 건국자 라덴 위자야(Raden Wijaya)의 딸이며, 아버지는 싱하사리 왕국(Singhasari kingdom)의 국왕 '브레 투마펠(Bhre Tumapel)' 즉 투마펠 공작이었다. 트리부와나 즉위 당시, 하얌 우룩 역시 '쿠마라라자 지와나(Kumararaja Jiwana)'라고 불렸는데, 이는 지와나(Jiwana) 혹은 카후리판(Kahuripan)의 부왕(副王)이라는 뜻이다. 그는 파장 여공작(Duchess of Pajang) 이스와리 공주(Princess Iswari)라는 여동생 1명이 있었다. 나가라크레타가마에서 파장 여공작은 케르타와르다나의 딸로 나와 있으며, 따라서 그녀는 하얌 우룩의 친여동생임이 분명하다. 그러나 나가라크레타가마 역시 이스와리 이전에 하얌 우룩의 여동생을 한 명 거론한다. 그 이름은 라셈 여공작(Duchess of Lasem) 인두데비 공주(Princess Indudevi)로 위자야라자사(Wijayarajasa)의 딸이었다. 이를 통해 나가라크레타가마의 저자는 인두데비 공주가 하얌 우룩의 사촌여동생이라고 밝혔다는 것을 알 수 있다. 반대로 파라라톤(Pararaton)은 라자데비(Rajadevi)와 위자야라자사는 결혼 후 자식이 없었다고 진술한다.
파라라톤과 나가라크레타가마 모두 하얌 우룩이 잘생기고 밝으며 유능하였으며, 활쏘기와 칼싸움 등 궁정 무예에서 탁월한 능력을 보인 학생이었으며, 정치, 힌두경전, 예술, 음악도 정통했다고 기록하고 있다. 하얌 우룩은 궁정에서 재주가 많은 의례 무용가였으며, 일부 기록에서는 전통 의례 자바 가면 무극인 토펭 댄스(Topeng dance)에 대한 그의 공연을 언급하기도 한다. 모친 트리부와나 여왕은 하얌 우룩이 차기 군주가 될 수 있도록 교육하고 돌보았다.

## 통치
1350년, 가야트리 라자파트니(Gayatri Rajapatni)가 한 불교 사원에서의 은퇴 생활 중에 사망하였다. 가야트리는 마자파히트 건국자 라덴 위자야의 아내이자, 트리부와나 여왕의 모친이며, 하얌 우룩의 할머니였다. 트리부와나 여왕은 가야트리의 비호 하에 여왕이 되어 마자파히트를 통치했기 때문에, 왕위를 아들에게 물려주어야 했다.
1350년, 하얌 우룩은 16세에 왕위를 물려 받았고, 스리 라자사나가라 자야위쉬누와르다나(Sri Rajasanagara Jayawishnuwardhana)라는 왕호를 칭하였다. 당시 마하파티(mahapatih) 즉 재상이었던 가자 마다(Gajah Mada)는 경력에 있어 최고 전성기를 누리고 있었다. 가자마다의 통치 하에 마자파히트는 누산타라(Nusantara) 전역에 걸쳐 확장할 수 있었다.
1365년(샤카 연도 1287년), 음푸 프라판카는 하얌 우룩에 대한 찬사인 '카카윈(kakawin)'을 저술했고 그것은 나가라크레타가마로 전하고 있다. 카카윈에는 하얌 우룩이 마자파히트 영역 내를 순시하며 여러 마을, 사원, 속국, 동자바(East Java) 내 영토를 방문한 사실이 기록되어 있다. 하얌 우룩은 1370년과 1381년에 중국에 사절단을 보내었다.:240

## 개인의 생애
파라라톤과 키둥 순다(Kidung Sunda)에 의하면, 1357년 하얌 우룩은 순다 왕국(Sunda Kingdom)과 갈루 왕국(Galuh Kingdom)의 연합 왕국인 순다-갈루 왕국(Sunda-Galuh Kingdom)의 국왕 링가부아나(Linggabuana)의 딸 디아 피타로카 시트라레스미(Dyah Pitaloka Citraresmi)와 결혼하기로 되어 있었다. 그녀는 매우 아름다웠다고 하지만, 두 왕족간 결혼은 마자파히트와 순다-갈루 왕국의 동맹을 위한 정치적 목적에서 이뤄진 것으로 보인다. 그러나 부밧 전투(Battle of Bubat)에서 순다 왕족과 경호군이 마자파힛 군대와 접전하였다. 여기에서 공주와 순다 왕족 전체가 사망하는 사태가 발생하여 파혼되었다. 피타로카는 17세의 나이에 자살하였다. 마자파힛 왕실 관료들은 순다 왕국의 항복을 요구하다 유혈 사태로 끝나게 한 가자 마다에게 책임을 돌렸다.
결국 하얌 우룩은 친척 파두카 소리(Paduka Sori)와 결혼했다. 그녀는 위자야라자사와 첩 사이에 서 태어난 딸로, 하얌 우룩의 이모의 양녀가 되었다. 파두카 소리는 매우 아름다웠다고 전한다. 수숨나(Susumna)로 연결되었다.
이들에게는 쿠수마와르다니 공주(Princess Kusumawardhani)라는 딸이 한 명 있었으며, 카발란 공주(Princess of Kabalan)라는 칭호를 받았다. 하얌 우룩이 쿠수마와르다니를 그녀의 사촌이자 마타람 왕자(Prince of Mataram)인 위크라마와르다나(Wikramawardhana)와 결혼하도록 했다. 이때 쿠수마와르다니는 불과 7살이었고 위크라마와르다나는 12살이 채 되지 않았다. 위크라마와르다나의 모친은 하얌 우룩의 여동생 이스와리 공주였다. 쿠수마와르다니는 아름다운 눈과 날씬한 몸을 가지고 있는 완벽한 공주로 묘사되었을 뿐만 아니라, 아름다움으로 인하여 칭찬을 받기도 했다. 위크라마와르다나의 통치 동안, 파라라톤에는 그녀가 '라셈의 아름다운 공주'라는 뜻의 브레 라셈 상 아하유(Bhre Lasem Sang Ahayu) 로 기록되어 있다.
그러나 하얌 우룩은 첩과의 사이에서 아들 한 명을 얻었다. 이 아들은 이름은 알려져 있지 않지만, 자신의 사촌이자 제1 위라부미 공주(1st Princess of Wirabhumi)였으며 '뚱뚱한 라셈 공주'라는 뜻을 가진 '브레 라셈 상 알레무(Bhre Lasem Sang Alemu)'라는 별명을 가진 나가라와르다니(Nagarawardhani)와 결혼하였고, 이를 통해 제2 위라부미 왕자(the 2nd Prince of Wirabhumi, 본명은 미상)라는 칭호를 얻었다.
1389년 하얌 우룩이 사망하였고, 왕위 계승을 둘러싼 위크라마와르다나와 위라부미 간의 대립으로 마자파힛은 혼돈에 빠져 쇠퇴하였다. 레그레그 전쟁(Regreg War)으로 위라부미가 패배하면서 이 싸움은 끝이 났다. 위크라마와르다나는 하얌 우룩을 계승하여 마자파힛 국왕이 되었다.

## 유산
그의 통치 기간 동안 인도권(Indosphere)의 일부로서 문화적으로는 힌두교와 산스크리트화(Sanskritization)의 확산을 통해 자바 문화의 인도화(Indianisation)를 촉진하였다.

## 같이 보기
- 가자 마다
- 라자사 왕조
- 마자파힛 왕국